# Embaixada dos Estados Unidos em Londres
A Embaixada dos Estados Unidos em Londres é a missão diplomática dos Estados Unidos da América no Reino Unido, sendo a maior embaixada do país na Europa Ocidental e agência porta-voz das relações anglo-estadunidenses.
A nova embaixada, situada no distrito de Nine Elms, foi aberta ao público em 13 de dezembro de 2017 e formalmente inaugurada em 16 de janeiro de 2018. De 1960 a 2018, a missão diplomática esteve sediada no London Chancery Building, em Westminster.

## História

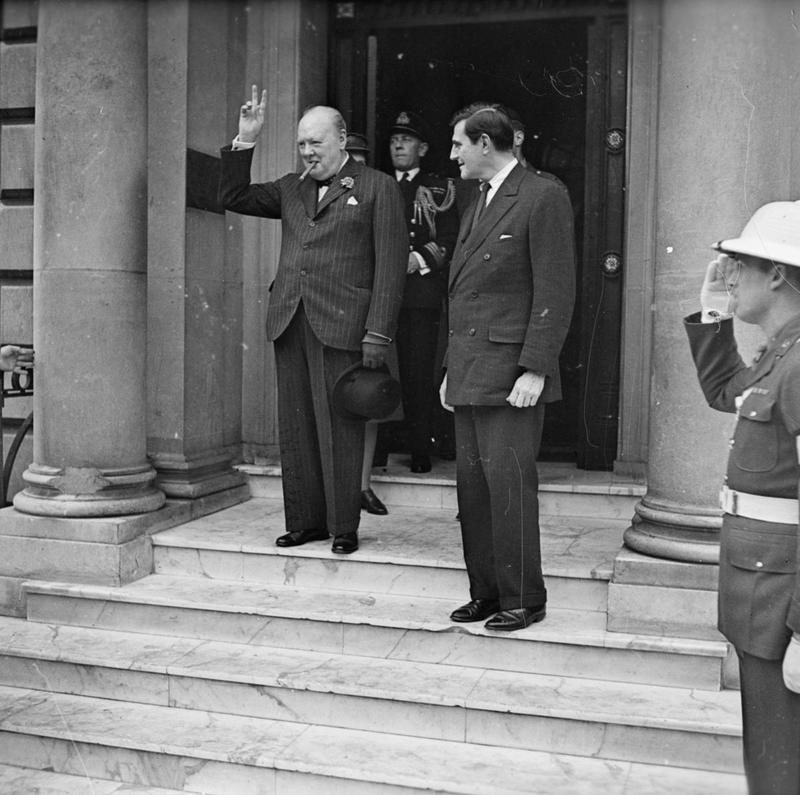
Winston Churchill e John Gilbert Winant na entrada da embaixada, em 9 de maio de 1945.

A delegação estadunidense em Londres foi organizada primeiramente na Cidade de Westminster, mudando-se em seguida para Piccadilly e finalmente para Westminster. Em 1938, a embaixada foi movida para a histórica Macdonald House, em Mayfair, que também sediava a Alta Comissão para o Canadá. Durante este período, a região de Grosvenor Square passou a abrigar diversos escritórios de interesses dos Estados Unidos, incluindo o quartel-general de Dwight D. Eisenhower e a sede continental da Marinha norte-americana. Após a Segunda Guerra Mundial, o Duque de Westminster doou terras para a construção de um memorial ao presidente Franklin D. Roosevelt.
O Chancery Building foi projetada pelo arquiteto modernista finlandês-americano Eero Saarinen e construída no fim da década de 1950, sendo inaugurada em 1960. O edifício possui nove andares, três dos quais encontram-se no subterrâneo. O topo da fachada principal é coroado por uma águia americana em bronze de Theodore Roszak, medindo 11 metros de uma asa à outra. Em outubro de 2009, o prédio foi tombado como Listed building de segundo grau por conta de sua significância histórica e arquitetônica.

### Protestos
Em março de 1968, uma multidão de 10 mil pessoas protestou na Trafalgar Square contra o envolvimento estadunidense na Guerra do Vietnã. Em seguida, o grupo marchou até a embaixada em Grosvenor Square. A Polícia Metropolitana tentou isolar parte da praça próxima à embaixada e houve atos de violência após a multidão invadir a área demarcada. Cerca de 200 manifestantes foram presos e 50 pessoas encaminhadas para hospitais da cidade, incluindo 25 policiais feridos. Durante um protesto em outubro do mesmo ano, um grupo de 6 mil manifestantes retornou à embaixada, mas foram impedidos de alcançar o prédio por forças policiais.

### Questões de segurança

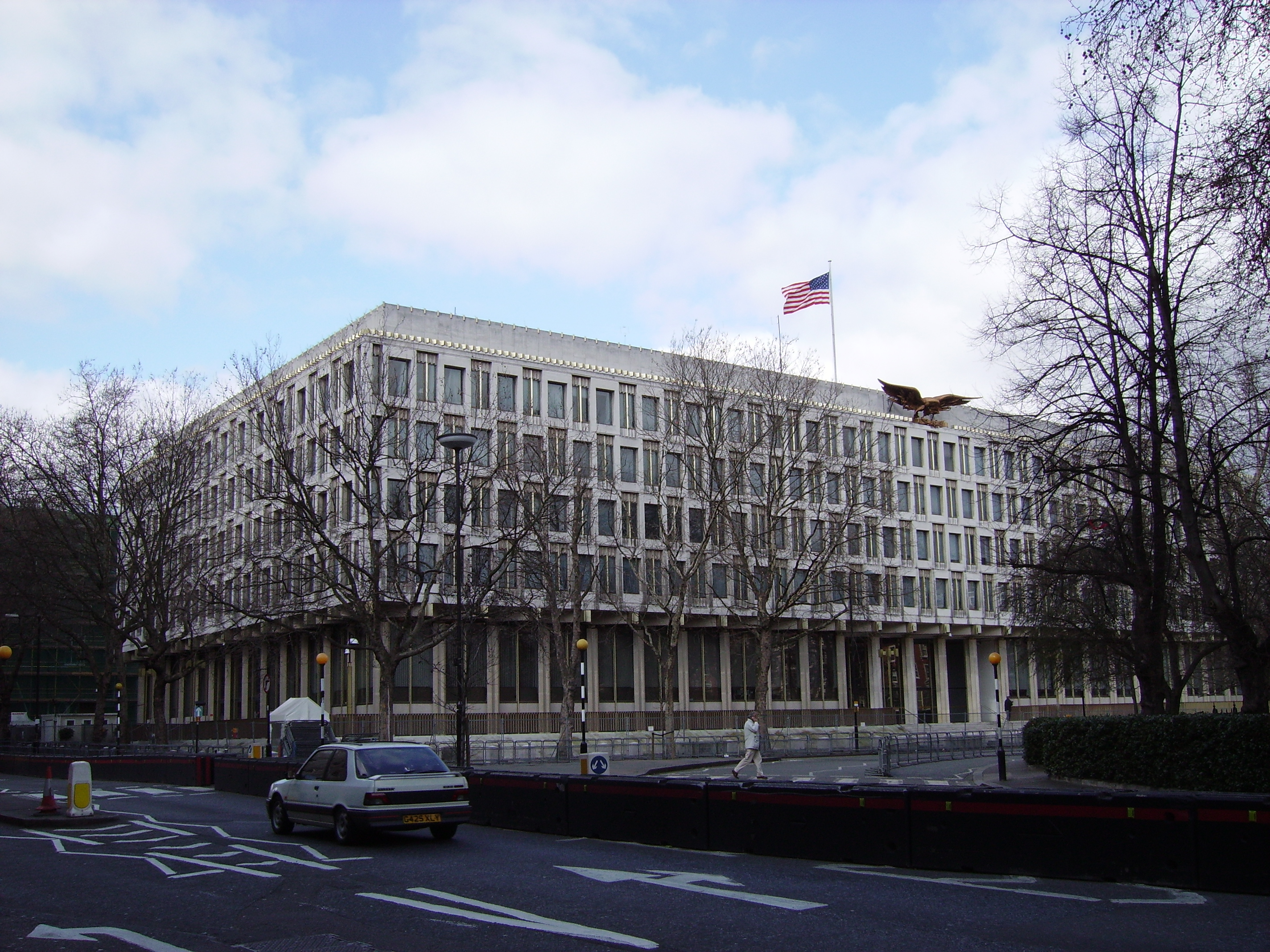
O Chancery Building, sede da embaixada de 1968 a 2018.

A partir da década de 1980, após sucessivos ataques a embaixadas estadunidenses ao redor do mundo, o governo demonstrou preocupação com a segurança da missão diplomática em Londres. Contudo, somente após os Ataques de 11 de Setembro, o sistema de segurança foi ampliado. Desde então, a Governor Square conta com uma equipe massiva de segurança que inclui bloqueio a trânsito de veículos e cabines policiais. 

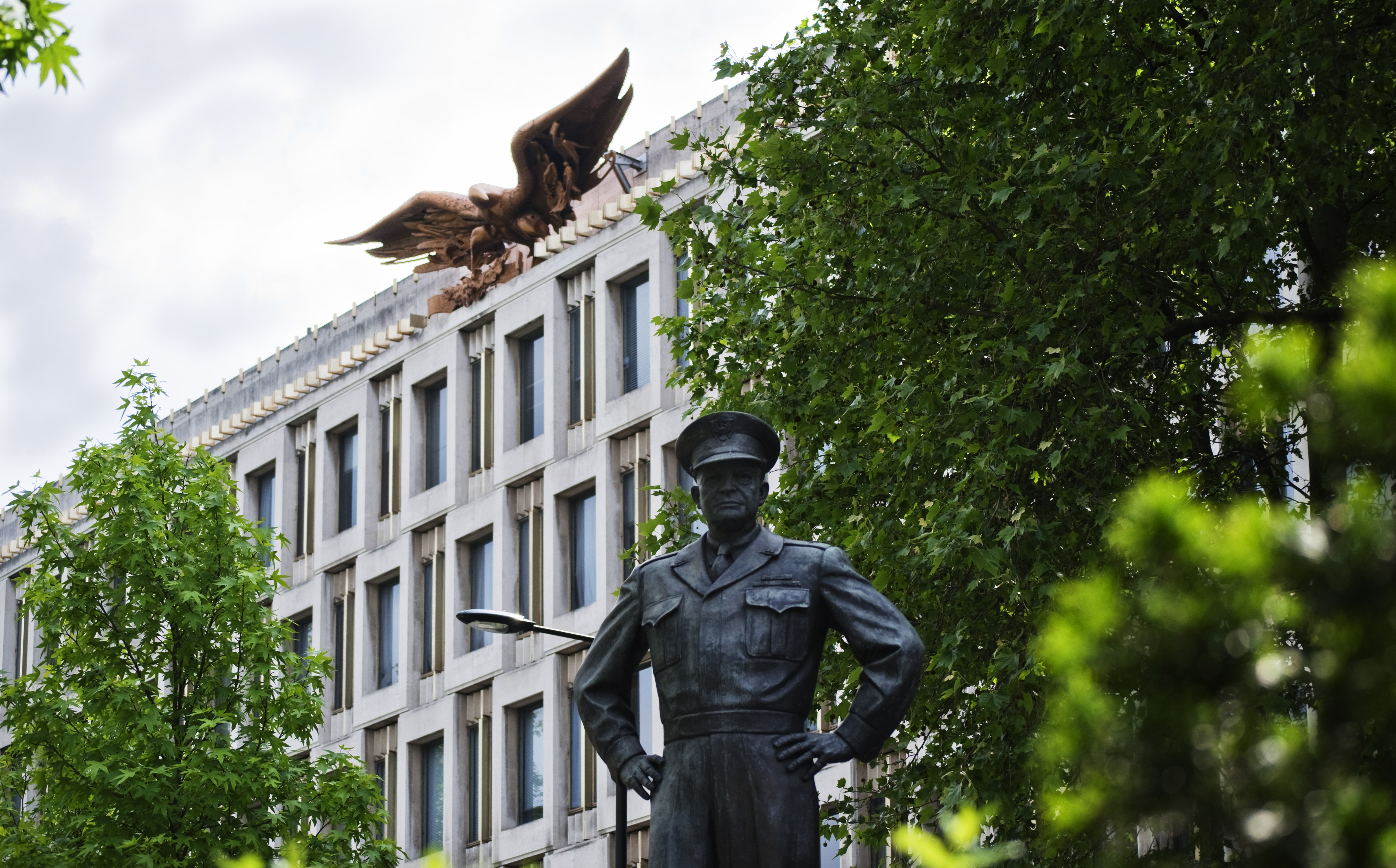
Monumento a Dwight D. Eisenhower em frente ao Chancery Building. Ao fundo, a Águia Americana, de Theodore Roszak.

Em 29 de agosto de 2002, Kerim Chatty, um cidadão sueco de ascendência tunisiana, foi detido no Aeroporto de Estocolmo ao tentar embarcar no Voo 685 da Ryanair com destino ao Aeroporto de Londres Stansted. Serviços de inteligência confirmaram que Chatty planejava sequestrar a aeronave e usá-la em atentado contra a embaixada. Contudo, o Serviço Sueco de Segurança desmentiu as informações.
As ameaças à segurança do local levaram o governo norte-americano a considerar uma nova sede para suas atividades diplomáticas. Alguns setores da imprensa britânica divulgaram informação de que os Estados Unidos usariam o Palácio de Kensington como sede da embaixada, o que teria sido vetado por Isabel II. A embaixada negou sumariamente as publicações e um porta-voz do Palácio de Buckingham negou qualquer negociação formal sobre o assunto. Posteriormente, em 2007, o governo norte-americano solicitou mudar sua sede para a Chelsea Barracks, um prédio histórico pertencente ao Exército Britânico, que também foi vetado.

### Nova sede
Em 8 de outubro de 2008, a embaixada anunciou um acordo com o Ballymore Group para adquirir uma nova propriedade na margem sul do Rio Tâmisa, na região de Wandsworth. O local situa-se em meio ao projeto de desenvolvimento urbano denominado London Plan. O projeto proposto só poderia seguir em frente após aprovação do Congresso dos Estados Unidos e as autoridades locais. Em 2009, o Departamento de Estado anunciou um concurso entre nove empresas de arquitetura, "todas modernas e em alta" para construção da nova sede da embaixada. Em março do mesmo ano, o governo norte-americano anunciou quatro empresas como selecionadas ao projeto.

## Líderes de missão

### Embaixador
O atual Embaixador dos Estados Unidos no Reino Unido é Woody Johnson, confirmado pelo Senado dos Estados Unidos em 3 de agosto e empossado pelo Vice-presidente Mike Pence em 21 de agosto de 2017. Johnson é o segundo embaixador a servir durante a Administração Trump, sucedendo Matthew Barzun, que havia sido empossado por Barack Obama em 2013.

### Quadro diplomático
- Vice-Chefe de Missão: Lewis Lukens

Lukens foi encarregado de negócios da embaixada durante a transição entre os mandatos de Barzun e Johnson. 
- Cônsul-Geral em Belfast: Daniel James Lawton

- Representante Oficial em Edimburgo: Susan A. Wilson